# Cave (Italia)
Cave es una localidad italiana de la provincia de Roma, región de Lazio, con 11.358 habitantes.

## Evolución demográfica
| Gráfica de evolución demográfica de Cave entre 1861 y 2001 |
|                                                            |
| Fuente ISTAT - elaboración gráfica de Wikipedia            |